# Polgári Platform (Oroszország)
A Polgári Platform (oroszul: Гражданская платформа) parlamenti képviselettel rendelkező párt Oroszországban. A párt vezetője Rifat Gabdulhakovics Sajhutgyinov.